# Shawn Simpson (Squashspieler)
Shawn Simpson (* 8. März 1984 in Saint Michael) ist ein barbadischer Squashspieler.

## Karriere
Shawn Simpson sicherte sich 2006 bei den Zentralamerika- und Karibikspielen im Doppel mit Gavin Cumberbatch die Bronzemedaille. Zudem vertrat er Barbados bei den Commonwealth Games 2018, wo er im Einzel und im Mixed mit Meagan Best nicht über die erste Runde bzw. die Gruppenphase hinauskam. Zwischen 2004 und 2018 wurde er zehnmal barbadischer Landesmeister, fünf weitere Male stand er im Finale. 2009 wurde er mit Karen Meakins im Mixed Vizepanamerikameister.

## Erfolge
- Vizepanamerikameister im Mixed: 2009 (mit Karen Meakins)
- Zentralamerika- und Karibikspiele: 1 × Bronze (Doppel 2006)
- Barbadischer Landesmeister: 10 Titel (2004–2008, 2010, 2014, 2016–2018)